# Општина Фантанеле (Констанца)
Фантанеле (рум. Fântânele) општина је у Румунији у округу Констанца.
Oпштина се налази на надморској висини од 111 m.